# 필라흐란트군

필라흐란트군의 위치

필라흐란트군(독일어: Bezirk Villach-Land)은 오스트리아 케른텐주에 위치한 군으로 행정 중심지는 필라흐이며 면적은 1,009.3km2, 인구는 65,727명(2024년 기준), 인구 밀도는 65명/km2이다. 서쪽으로는 헤르마고어군, 북쪽으로는 슈피탈안데어드라우군, 북동쪽으로는 펠트키르헨군, 필라흐, 동쪽으로는 클라겐푸르트란트군과 접하며 남쪽으로는 슬로베니아, 남서쪽으로는 이탈리아 프리울리베네치아줄리아주와 국경을 접한다.

## 하위 행정 구역
10개 시장도시, 9개 일반 시를 관할한다.
- 시장도시
  - 아르놀트슈타인(Arnoldstein)
  - 바트블라이베르크(Bad Bleiberg)
  - 핑켄슈타인암파커제(Finkenstein am Faaker See)
  - 뇌츠임가일탈(Nötsch im Gailtal)
  - 파테르니온(Paternion)
  - 로제크(Rosegg)
  - 장크트야코프임로젠탈(Sankt Jakob im Rosental)
  - 트레펜암오시아허제(Treffen am Ossiacher See)
  - 펠덴암뵈르터제(Velden am Wörther See)
  - 바이센슈타인(Weißenstein)
- 일반 시
  - 아프리츠암제(Afritz am See)
  - 아리아흐(Arriach)
  - 파이스트리츠안데어가일(Feistritz an der Gail)
  - 펠트암제(Feld am See)
  - 페른도르프(Ferndorf)
  - 프레자흐(Fresach)
  - 호엔투른(Hohenthurn)
  - 슈토켄보이(Stockenboi)
  - 베른베르크(Wernberg)